# تالاب توپراق کندی
تالاب تپراق کندی به عنوان یکی از زیباترین جلوه‌های طبیعت شهرستان پارس‌آباد در استان اردبیل که در حدود یک کیلومتری با مرز کشور جمهوری آذربایجان قرار دارد. این تالاب از لحاظ تنوع گونه‌های گیاهی و جانوری و زیبایی‌های بکر، زبانزد عام و خاص بوده و سالیانه میزبان هزاران پرنده مهاجر از شمال کشور روسیه نیز است.
عمق این تالاب ۸ متر و مساحت آن ۱۵ هکتار در ضلع جنوبی روستای تپراق کندی از توابع بخش اسلام‌آباد شهرستان پارس‌آباد قرار داشته و فاصله این روستا با تالاب در حدود ۲۰۰ متر می‌باشد. عمده منبع تأمین کننده آب این تالاب چشمه های بالادست که منشا آنها رود همیشه خروشان  ارس می‌باشد.
این تالاب یک تالاب نیمه‌طبیعی است که در نتیجه فعالیت‌های انسانی و ایجاد بانکت (سیل‌بند) در ساحل رودخانه مرزی برای جلوگیری از پیشروی فرسایشی رودخانه در خاک ایران به‌وجود آمده‌است.

## گونه‌های جانوری و گیاهی
چنگر، خوتکا، اردک سرسبز، اردک ارده ای، اردک سر حنایی، کفچه نوک، طاووسک، باکلان کوچک، باکلان بزرگ از پرندگانی هستند که در این تالاب زیست می‌کنند.

## سرشماری سال ۱۳۹۸
طی سرشماری انجام یافته از تالاب، بیش از ۱۰ گونه پرنده به تعداد هزار و ۵۰۰ قطعه در تالاب سرشماری شده‌است.

## مراحل ثبت تالاب
این تالاب در سال ۱۳۸۰ مورد تصویب هیئت وزیران قرار گرفته است به عنوان منطقه نمونه گردشگری در سال ۱۳۸۸ با درجه استانی، مورد تصویب هیئت دولت قرار گرفته‌است.